# Assoziation Belarussischer Studierender
Die Assoziation Belarussischer Studierender (belarussisch Задзіночанне Беларускіх Студэнтаў) ist die älteste Jugendorganisation des unabhängigen Belarus mit der selbsterklärten Mission, Bedingungen zu schaffen, „unter denen belarussische Studenten eine aktive Rolle in der Gesellschaft spielen können, um ihre Rechte, Interessen und akademischen Freiheiten zu verteidigen“.
Die Assoziation Belarussischer Studierender entstand Ende der 1980er Jahre als antikommunistische Jugendorganisation und vereinigte demokratische Studentengruppen in einer einzigen Vereinigung. 1992 wurde die Assoziation offiziell vom Justizministerium registriert. Die Registrierung wurde im Jahr 2001 von den Behörden entzogen. Im September 2023 wurde die Organisation vom KGB als „extremistische Vereinigung“ eingestuft.

## Geschichte
Die Assoziation Belarussischer Studierender wurde Ende der 1980er-Jahre gegründet. Die Hauptziele bestanden im Kampf gegen die Ideologisierung der Hochschulbildung und der Förderung von Bildungsreformen nach modernen Standards. Im Jahr 1992 wurde die Assoziation Belarussischer Studierender offiziell beim Justizministerium der Republik Belarus als Republikanische Jugendorganisation „Vereinigung Belarussischer Studierender“ registriert.
1994, unmittelbar nach der Wahl von Aljaksandr Lukaschenka zum Präsidenten, organisierte die Assoziation eine Reihe von Protestaktionen, darunter Demonstrationen für höhere Stipendien und bessere soziale Bedingungen für Studierende. Sie gab eine eigene Zeitung mit dem Namen Studenckaja Dumka heraus, welche eine monatliche Auflage von über 5000 Exemplaren erreichte. Bis Ende der 1990er Jahre wuchs die Zahl der Mitglieder auf 2000 Personen an. 1999 wurde die ZBS Mitbegründerin und Vollmitglied der European Students’ Union.
Im Sommer 2001 beteiligte sich die ZBS aktiv an der Präsidentschaftskampagne, indem sie für faire und transparente Wahlen eintrat. Im November 2001 eröffnete der Oberste Gerichtshof ein Verfahren zur Auflösung der ZBS, basierend auf vier Verwarnungen. Die ZBS erhielt Unterstützung von der OSZE sowie zahlreichen Partnerorganisationen innerhalb und außerhalb von Belarus. Dennoch wurde der Organisation die Registrierung entzogen und eine erneute Registrierung für 15 Jahre verboten. Trotz des offiziellen Verbots existierte die Organisation weiter.
In den Jahren 2005–2006 rief die Assoziation die Kampagne „Wir wollen auf Belarussisch studieren“ ins Leben, bei der Studierende verschiedener Universitäten die zentralen Plätze von Minsk besuchten, um in stillen Protesten die Einführung belarussischsprachiger Studiengänge zu fordern.

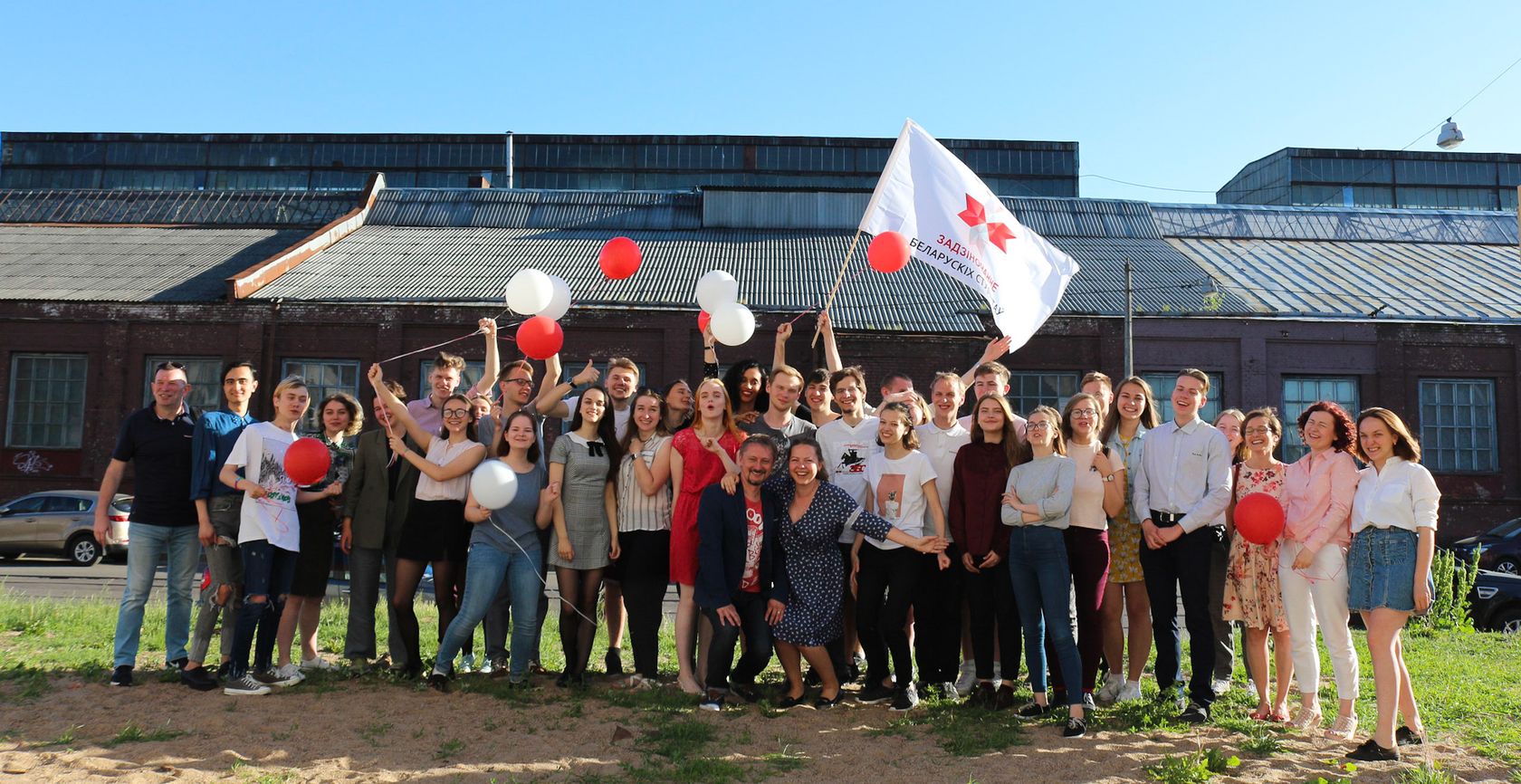
Feierlichkeiten zum 30. Gründungsjahr der Assoziation Belarussischer Studierender, 2018

Im Jahr 2016 wurde die zum Teil inaktiv gewordene Organisation neugegründet. Die ZBS gründete einen Studierendenblock für gemeinsame Proteste und einen Solidaritätsfonds, um Geld für Strafen verhafteter Studierender zu sammeln.
Während der Proteste in Belarus 2020–2021 entstanden an zahlreichen Universitäten Streikkomitees zur Unterstützung der Protestbewegung. Am 12. November 2020, am sogenannten „Schwarzen Donnerstag“, wurden zehn führende Studierendenaktivisten, darunter auch das Vorstandsmitglied Alana Gebremariam, vom KGB verhaftet. Das Büro der Organisation sowie die Wohnungen mehrerer Aktivisten wurden durchsucht. Dutzende Mitglieder waren gezwungen, das Land zu verlassen. Sie wurden verdächtigt, eine Straftat gemäß Artikel 342 des Strafgesetzbuches („Organisation und Vorbereitung von Handlungen, die die öffentliche Ordnung grob verletzen, oder aktive Teilnahme daran“) begangen zu haben. Der Belarussische Journalistenverband, das Belarussische Helsinki-Komitee, PEN Belarus und das Menschenrechtszentrum Wjasna bezeichneten die Festnahmen als unbegründet und politisch motiviert und forderten die sofortige Freilassung der Aktivisten. Am 30. November 2022 wurden fast alle Personen, die am 12. November 2020 unrechtmäßig verhaftet und später im sogenannten „Studentenfall“ verurteilt worden waren, freigelassen. Sie haben ihre Strafen vollständig verbüßt.
Im August 2023 wurden die sozialen Netzwerke und das Logo der Assoziation Belarussischer Studierender von den belarussischen Behörden in die „Liste extremistischer Materialien“ aufgenommen. Mit Beschluss des KGB vom 21. September 2023 wurde der Verband als „extremistische Vereinigung“ eingestuft.